# Alessandro Crescenzi
Alessandro Agostino Crescenzi (ur. w 1607 w Rzymie, zm. 8 maja 1688 tamże) – włoski kardynał.

## Życiorys
Pochodził z rodu Krescencjuszy, był synem Giovanniego Batisty Crescenzi i Anny Massimy. Był krewnym kardynała Marcella Crescenzi i siostrzeńcem Piera Paola Crescenzi. W młodości wstąpił do Zakonu Kleryków Regularnych z Somasco.
13 lipca 1643 roku został biskupem Termoli. Rok później, 13 czerwca, został biskupem Ortony. Przez 16 lat od 26 sierpnia 1652 do 14 maja 1668 był biskupem Bitonto. Od 16 stycznia 1671 pełnił urząd łacińskiego patriarchy Aleksandrii. 27 maja 1675 został kreowany kardynałem, a 24 lutego 1676 został arcybiskupem Recanati-Loreto.
Jako kardynał był członkiem Kongregacji ds. Biskupów i Zakonników (od 1676), Kongregacji Indeksu (od 1676), Kongregacji Rozkrzewiania Wiary (od 1676), Kongregacji ds. Odpustów i Świętych Relikwii (od 1676) oraz Kongregacji ds. Egzaminowania Biskupów (od 1679).
Uczestniczył w konklawe w 1676 roku. Zmarł w wyniku udaru mózgu 8 maja 1688 w Rzymie i został pochowany w kościele Santa Maria in Vallicella.